# グーネット
グーネット (Goo-net) は、1977年に「中古車情報通信」として創刊され、後のグー（雑誌、旧称：Goo）となった老舗の日本の中古車検索サイト。プロトコーポレーション運営。グーネットはクルマに関連する情報を網羅したサイト。
車両検索や最新自動車情報が掲載されており、カーライフ全般に関連する情報が閲覧可能。グーネットに関連したグーワールド・グーパーツ・グーピット、グーネット買取、グーネット定額乗りなど輸入車、パーツ、車検・整備、車買取、カーリースなどクルマに関連するウェブサービスも公開中。
現在、グーネットサイト内には約40万台の中古車情報が掲載されている。
グーネットでは独自に、中古車の状態を評価するグー鑑定サービスを実施中。第三者機関のプロの鑑定師によりチェックを行い、外装・内装・機関・修復歴の4項目について鑑定を実施。
外装・内装に関しては5段階の評価基準を設けており、外見からだけでは見落としがちな中古車の状態を知る指標となる。

## 概要
- 2016年7月には、オリジナルキャラクターとして「クルマのグーちゃん」が、ナゴヤドームでお披露目された。
- 2018年1月より中日ドラゴンズとオフィシャル・パートナー契約締結。株式会社中日ドラゴンズが運営するプロ野球球団「中日ドラゴンズ」の主催試合用の公式キャップに、クルマ・ポータルサイト「グーネット」のロゴが掲出されている。（2018年1月現在）
- 楽天株式会社が運営するオンラインモール「楽天市場」において株式会社プロトコーポレーションが運営する「グーネットモール」が4万店以上の店舗の中から選出される「楽天ショップ・オブ・ザ・イヤー2017」の「車・バイクジャンル大賞」を受賞。（2018年1月）

## 沿革
- 1977年 （昭和52年）10月 - 「中古車情報通信（現・Goo）」を名古屋で創刊
- 1984年 （昭和59年）3月 - 「月刊中古車通信（現・グー）静岡版」 創刊
- 1987年 （昭和62年）10月 - 「月刊中古車通信（現・グー）速報版」 創刊
- 1992年 （平成4年）10月 - 「月刊中古車通信」を「月刊Goo」に名称変更
- 1992年 （平成4年）12月 - 「月刊Goo関西版」創刊
- 1993年 （平成5年）2月 - 「月刊Goo静岡速報版」創刊
- 1994年 （平成6年）10月 - 「月刊Goo北関東版」創刊
- 1995年 （平成7年）10月 - 「月刊Goo首都圏版」創刊
- 1996年 （平成8年）6月 - 「月刊Goo九州版」創刊
- 1996年 （平成8年）10月 - インターネットによる中古車情報サービス「Goo-net」（現在のサイト名はグーネット）の開始
- 1998年 （平成10年）3月 - 「月刊Goo北海道版」創刊
- 1999年 （平成11年）2月 - 「月刊Goo東北版」創刊
- 1999年 （平成11年）6月 - 「月刊Goo中国版」創刊
- 2001年 （平成13年）1月 - 「月刊Goo中・南九州版」創刊
- 2006年 （平成18年）8月 - 「Goo-net買取オークション」を開始
- 2009年 （平成21年）4月 - 「Goo北陸版」創刊
- 2010年 （平成22年）6月 - 「Goo甲信版」創刊
- 2011年 （平成23年）8月 - 「Goo四国版」創刊
- 2011年 （平成23年）9月 - 「Goo沖縄版」創刊
- 2016年 （平成28年）8月18日 - 真・基準となるサービス「ID車両」を公開

## CM出演者
- 稲村亜美（2017年）
- 八木莉可子（2017年）
- 伊原六花（2018年 -2020年）
- えなこ (2020年)
- 森田まりこ（2018年 - 2019年）
- 松坂大輔（2018年 - 2019年）
- 博多華丸・大吉（2021年-)

## Goo-net Blog
グーネットのサイトではブログも提供されていたが、2015年7月30日に無料ユーザーへのサービスが終了となった。